# Stimuleringsfonds voor Architectuur
Het Stimuleringsfonds voor Architectuur was een Nederlands cultuurfonds, actief van 1993 tot 2012.  
Het Stimuleringsfonds voor Architectuur werd opgericht in 1993 als onderdeel van het Nederlandse architectuurbeleid. Het fonds subsidieerde culturele projecten op het gebied van architectuur, stedenbouw, landschapsarchitectuur, etc. Belangrijke prioriteiten waren ontwerpend onderzoek en de ondersteuning van de jaarprogramma's van architectuurcentra, zoals ARCAM in Amsterdam, Aorta in Utrecht, Stroom in Den Haag en AIR Foundation in Rotterdam. Het fonds voerde daarnaast tot en met 2009 de Belvedere subsidieregeling uit (als onderdeel van de nota Belvedere) en had een regeling voor de uitvoering van internationale projecten. Daarnaast voerde het fonds een actief beleid om urgente ruimtelijke opgaven te agenderen door onder meer de uitvoering van projecten in samenwerking met derden en het uitgeven van publicaties zoals Lay Out - Platform voor ontwerpend onderzoek.  
Het fonds was gevestigd in Rotterdam.
Met ingang van 1 september 2012 zijn de statuten van het fonds aangepast en is het opgegaan in een nieuw en breder cultuurfonds, het Stimuleringsfonds Creatieve Industrie, dat een deelregeling architectuur hanteert.